# Neoscona penicillipes
Neoscona penicillipes là một loài nhện trong họ Araneidae.
Loài này thuộc chi Neoscona. Neoscona penicillipes được Ferdinand Karsch miêu tả năm 1879.